# Francia en la Eurocopa 2000
La Selección de fútbol de Francia fue uno de los 16 equipos participantes en la Eurocopa 2000, que se llevó a cabo entre el 10 de junio y el 2 de julio en Bélgica y en los Países Bajos.
Quedó encuadrada en el grupo D junto con los Países Bajos, República Checa y Dinamarca. En el primer encuentro, disputado en el Estadio Jan Breydel (Bélgica) tuvo una cómoda victoria por 3-0 ante la selección de Dinamarca con goles de Laurent Blanc, Thierry Henry y Sylvain Wiltord. En el segundo encuentro, disputado en el Stade du Pays de Charleroi (Bélgica), venció por 2-1 ante la selección checa, Thierry Henry y Youri Djorkaeff marcaron los tantos para el triunfo galo, mientras Karel Poborský marcó para la República Checa. En el último encuentro del grupo, disputado en el Amsterdam Arena (Países Bajos), ya clasificada Francia, cayó por 3-2 ante el anfitrión, los Países Bajos, Patrick Kluivert, Frank de Boer y Boudewijn Zenden marcaron para los locales, mientras que Christophe Dugarry y David Trezeguet marcaron por parte de Francia, que acabó segunda del grupo por detrás de la selección neerlandesa.
En cuartos de final, disputado en el Estadio Jan Breydel (Bélgica), se impusieron 2-1 a España, con los tantos Zinedine Zidane de tiro libre y Youri Djorkaeff para el equipo galo, Gaizka Mendieta marcó desde el punto de penalti para el conjunto ibérico, mientras que Raúl desaprovechó la ocasión al fallar un penalti que se marchó alto en el descuento. Francia avanzó a las semifinales.
En semifinales, disputado en el Estadio Rey Balduino (Bélgica), los campeones del mundo, Francia, se enfrentaron a la selección de Portugal defensivamente fuertes, Nuno Gomes adelantó al combinado luso con un golazo en el minuto 19'. Francia no se vino abajo y empató a la vuelta del descanso. El gol de Henry y los regates de Zidane acechaban a la sólida Portugal. Sin embargo, Fabien Barthez contuvo un certero cabezazo de Abel Xavier en el tiempo añadido. Una mano de Abel Xavier fue castigada como penalti a 3 minutos del final, Zidane convirtió de penalti un gol de oro para dar el pase a Francia a su segunda final de la Eurocopa de su historia.
La final de fue disputada el 2 de julio de 2000, en el Stadion Feijenoord de Róterdam, Países Bajos. Francia e Italia se median por el segundo entorchado europeo de su historia. Fue un partido muy táctico e igualado en el primer tiempo. Italia se adelantó el minuto 55' tras un hábil taconazo de Francesco Totti que dejó a Gianluca Pessotto con espacio por la banda derecha y su centro permitió a Marco Delvecchio abrir el marcador. A pocos instantes para el final y con el banquillo Italiano celebrando el título. Wiltord en el minuto 90' + 4 anotó el gol del empate que forzaba a la prórroga. El gol cayó como un baldazo de agua fría al seleccionado italiano. Tras una gran jugada de Robert Pires por la banda izquierda, Trezeguet marcó el definitivo gol de oro de volea al primer toque en la primera mitad de la prórroga, en el minuto 103'. Francia, vigente campeona del mundo, se hacía también con el trono europeo por segunda vez, tras la conquista en 1984. Rompió una sequía de 16 años sin ganarla.

## Clasificación
| Equipo   | Pts | PJ | PG | PE | PP | GF | GC | Dif |
| -------- | --- | -- | -- | -- | -- | -- | -- | --- |
| Francia  | 21  | 10 | 6  | 3  | 1  | 17 | 10 | 7   |
| Ucrania  | 20  | 10 | 5  | 5  | 0  | 14 | 4  | 10  |
| Rusia    | 19  | 10 | 6  | 1  | 3  | 22 | 12 | 10  |
| Islandia | 15  | 10 | 4  | 3  | 3  | 12 | 7  | 5   |
| Armenia  | 8   | 10 | 2  | 2  | 6  | 8  | 15 | -7  |
| Andorra  | 0   | 10 | 0  | 0  | 10 | 3  | 28 | -25 |

| Fecha                   | Lugar       |          |                     | Resultado |                     |          |
| ----------------------- | ----------- | -------- | ------------------- | --------- | ------------------- | -------- |
| 5 de septiembre de 1998 | Reykjavik   | Islandia | Bandera de Islandia | 1:1 (1:1) | Bandera de Francia  | Francia  |
| 10 de octubre de 1998   | Moscú       | Rusia    | Bandera de Rusia    | 2:3 (1:2) | Bandera de Francia  | Francia  |
| 14 de octubre de 1998   | Saint-Denis | Francia  | Bandera de Francia  | 2:0 (0:0) | Bandera de Andorra  | Andorra  |
| 27 de marzo de 1999     | Saint-Denis | Francia  | Bandera de Francia  | 0:0       | Bandera de Ucrania  | Ucrania  |
| 31 de marzo de 1999     | Saint-Denis | Francia  | Bandera de Francia  | 2:0 (2:0) | Bandera de Armenia  | Armenia  |
| 5 de junio de 1999      | Saint-Denis | Francia  | Bandera de Francia  | 2:3 (0:1) | Bandera de Rusia    | Rusia    |
| 9 de julio de 1999      | Barcelona   | Andorra  | Bandera de Andorra  | 0:1 (0:0) | Bandera de Francia  | Francia  |
| 4 de septiembre de 1999 | Kiev        | Ucrania  | Bandera de Ucrania  | 0:0       | Bandera de Francia  | Francia  |
| 8 de septiembre de 1999 | Ereván      | Armenia  | Bandera de Armenia  | 2:3 (1:1) | Bandera de Francia  | Francia  |
| 9 de octubre de 1999    | Saint-Denis | Francia  | Bandera de Francia  | 3:2 (2:0) | Bandera de Islandia | Islandia |

## Preparación
| Fecha                   | Lugar       |           |                      | Resultado |                       |            |
| ----------------------- | ----------- | --------- | -------------------- | --------- | --------------------- | ---------- |
| 13 de noviembre de 1999 | París       | Francia   | Bandera de Francia   | 3:0       | Bandera de Croacia    | Croacia    |
| 27 de febrero de 2000   | Saint-Denis | Francia   | Bandera de Francia   | 1:0       | Bandera de Polonia    | Polonia    |
| 29 de abril de 2000     | Glasgow     | Escocia   | Bandera de Escocia   | 0:2       | Bandera de Francia    | Francia    |
| 26 de abril de 2000     | Saint-Denis | Francia   | Bandera de Francia   | 3:2       | Bandera de Eslovaquia | Eslovaquia |
| 28 de mayo de 2000      | Zagreb      | Croacia   | Bandera de Croacia   | 0:2       | Bandera de Francia    | Francia    |
| 4 de junio de 2000      | Casablanca  | Francia   | Bandera de Francia   | 2:2       | Bandera de Japón      | Japón      |
| 6 de junio de 2000      | Casablanca  | Marruecos | Bandera de Marruecos | 1:5       | Bandera de Francia    | Francia    |

## Jugadores
| #  | Nombre             | Posición      | Club                  |
| -- | ------------------ | ------------- | --------------------- |
| 1  | Bernard Lama       | Portero       | Paris Saint-Germain   |
| 2  | Vincent Candela    | Defensa       | AS Roma               |
| 3  | Bixente Lizarazu   | Defensa       | FC Bayern Múnich      |
| 4  | Patrick Vieira     | Mediocampista | Arsenal FC            |
| 5  | Laurent Blanc      | Defensa       | FC Internazionale     |
| 6  | Youri Djorkaeff    | Delantero     | FC Kaiserslautern     |
| 7  | Didier Deschamps   | Mediocampista | Chelsea FC            |
| 8  | Marcel Desailly    | Defensa       | Chelsea FC            |
| 9  | Nicolas Anelka     | Delantero     | Real Madrid CF        |
| 10 | Zinedine Zidane    | Mediocampista | Juventus FC           |
| 11 | Robert Pirès       | Mediocampista | Olympique de Marsella |
| 12 | Thierry Henry      | Delantero     | Arsenal FC            |
| 13 | Sylvain Wiltord    | Delantero     | Girondins de Burdeos  |
| 14 | Johan Micoud       | Mediocampista | Girondins de Burdeos  |
| 15 | Lilian Thuram      | Defensa       | Parma FC              |
| 16 | Fabien Barthez     | Portero       | Manchester United     |
| 17 | Emmanuel Petit     | Mediocampista | Arsenal FC            |
| 18 | Frank Leboeuf      | Defensa       | Chelsea FC            |
| 19 | Christian Karembeu | Mediocampista | Real Madrid CF        |
| 20 | David Trezeguet    | Delantero     | AS Mónaco             |
| 21 | Christophe Dugarry | Delantero     | Girondins de Burdeos  |
| 22 | Ulrich Ramé        | Portero       | Girondins de Burdeos  |
| DT | Roger Lemerre      |               |                       |

## Participación

### Grupo D
| Selección       | Pts | PJ | PG | PE | PP | GF | GC | Dif |
| --------------- | --- | -- | -- | -- | -- | -- | -- | --- |
| Países Bajos    | 9   | 3  | 3  | 0  | 0  | 7  | 2  | 5   |
| Francia         | 6   | 3  | 2  | 0  | 1  | 7  | 4  | 3   |
| República Checa | 3   | 3  | 1  | 0  | 2  | 3  | 3  | 0   |
| Dinamarca       | 0   | 3  | 0  | 0  | 3  | 0  | 8  | −8  |

| 11 de junio de 2000, 18:00 | Francia                             | 3:0 (1:0) | Dinamarca | Estadio Jan Breydel, Brujas                              |                                                          |
|                            | Blanc 16' · Henry 64' · Wiltord 90' |           |           | Asistencia: 30 000 espectadores Árbitro(s): Günter Benkö | Asistencia: 30 000 espectadores Árbitro(s): Günter Benkö |

| 16 de junio de 2000, 18:00                                                     | República Checa     | 1:2 (1:1) | Francia                  | Estadio Jan Breydel, Brujas                             |                                                         |
|                                                                                | Poborský 35' (pen.) |           | Henry 7' · Djorkaeff 60' | Asistencia: 30 000 espectadores Árbitro(s): Graham Poll | Asistencia: 30 000 espectadores Árbitro(s): Graham Poll |
| Primera eliminación de la República Checa en una primera fase de una Eurocopa. |                     |           |                          |                                                         |                                                         |

| 21 de junio de 2000, 20:45 | Francia                    | 2:3 (2:1) | Países Bajos                                  | Amsterdam Arena, Ámsterdam                               |                                                          |
|                            | Dugarry 8' · Trezeguet 31' |           | Kluivert 14' · Frank de Boer 51' · Zenden 59' | Asistencia: 50 000 espectadores Árbitro(s): Anders Frisk | Asistencia: 50 000 espectadores Árbitro(s): Anders Frisk |

### Cuartos de final
| 25 de junio de 2000, 20:45 | España              | 1:2 (1:2) | Francia                    | Estadio Jan Breydel, Brujas                                   |                                                               |
|                            | Mendieta 38' (pen.) |           | Zidane 32' · Djorkaeff 44' | Asistencia: 28 000 espectadores Árbitro(s): Pierluigi Collina | Asistencia: 28 000 espectadores Árbitro(s): Pierluigi Collina |

### Semifinales
| 28 de junio de 2000, 20:45 | Francia                        | 2:1 (1;1, 0:1) (t. s.)(1:0 t. s.) | Portugal | Estadio Rey Balduino, Bruselas                           |                                                          |
|                            | Henry 51' · Zidane 117' (pen.) |                                   | Nuno 19' | Asistencia: 99.999 espectadores Árbitro(s): Günter Benkö | Asistencia: 99.999 espectadores Árbitro(s): Günter Benkö |

### Final
| 2 de julio de 2000, 20:00 | Francia                        | 2:1 (1:1, 0:0) (t. s.)(1:0 t. s.) | Italia         | Stadion Feijenoord, Róterdam                             |                                                          |
|                           | Wiltord 90+4' · Trezeguet 103' |                                   | Delvecchio 55' | Asistencia: 48 200 espectadores Árbitro(s): Anders Frisk | Asistencia: 48 200 espectadores Árbitro(s): Anders Frisk |

|                 |
| Campeón Francia |
| Segundo título  |

## Estadísticas

### Posiciones

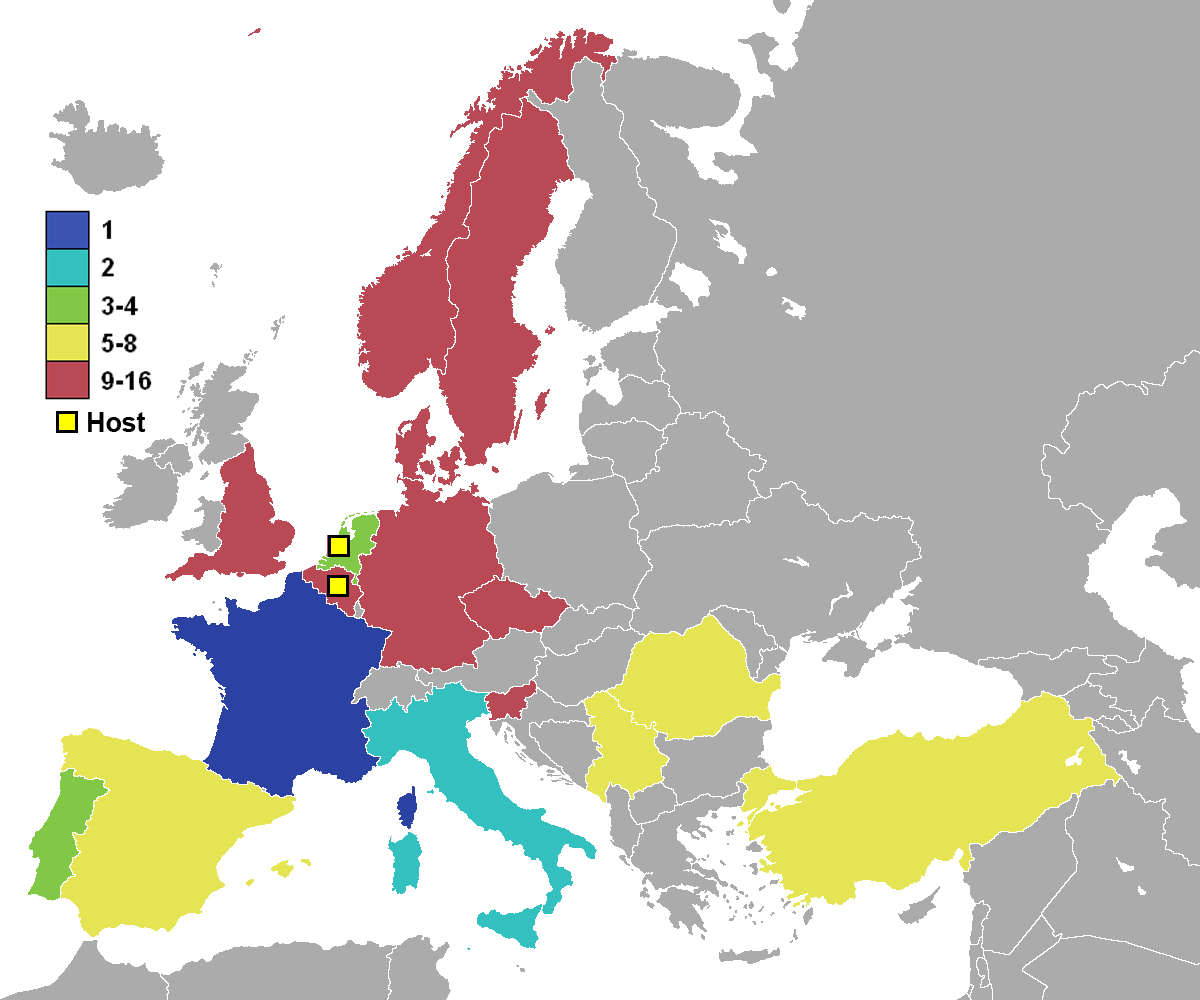
Mapa según los resultados del torneo.

#### Clasificación general
| Equipo | Equipo               | Pts | PJ | PG | PE | PP | GF | GC | Dif | Rend   |
| ------ | -------------------- | --- | -- | -- | -- | -- | -- | -- | --- | ------ |
| 1      | Francia              | 15  | 6  | 5  | 0  | 1  | 13 | 7  | 6   | 83.33% |
| 2      | Italia               | 13  | 6  | 4  | 1  | 1  | 9  | 4  | 5   | 72.22% |
| 3      | Países Bajos         | 13  | 5  | 4  | 1  | 0  | 13 | 3  | 10  | 86.67% |
| 4      | Portugal             | 12  | 5  | 4  | 0  | 1  | 10 | 4  | 6   | 80%    |
| 5      | España               | 6   | 4  | 2  | 0  | 2  | 7  | 7  | 0   | 50%    |
| 6      | Turquía              | 4   | 4  | 1  | 1  | 2  | 3  | 4  | −1  | 33.33% |
| 7      | Rumania              | 4   | 4  | 1  | 1  | 2  | 4  | 6  | −2  | 33.33% |
| 8      | Rep. Fed. Yugoslavia | 4   | 4  | 1  | 1  | 2  | 8  | 13 | −5  | 33.33% |
| 9      | Noruega              | 4   | 3  | 1  | 1  | 1  | 1  | 1  | 0   | 44.44% |
| 10     | República Checa      | 3   | 3  | 1  | 0  | 2  | 3  | 3  | 0   | 33.33% |
| 11     | Inglaterra           | 3   | 3  | 1  | 0  | 2  | 5  | 6  | −1  | 33.33% |
| 12     | Bélgica              | 3   | 3  | 1  | 0  | 2  | 2  | 5  | −3  | 33.33% |
| 13     | Eslovenia            | 2   | 3  | 0  | 2  | 1  | 4  | 5  | −1  | 22.22% |
| 14     | Suecia               | 1   | 3  | 0  | 1  | 2  | 2  | 4  | −2  | 11.11% |
| 15     | Alemania             | 1   | 3  | 0  | 1  | 2  | 1  | 5  | −4  | 11.11% |
| 16     | Dinamarca            | 0   | 3  | 0  | 0  | 3  | 0  | 8  | −8  | 0%     |

### Goleadores
| Jugador            | Goles | PJ | Minuto |
| ------------------ | ----- | -- | ------ |
| Thierry Henry      | 3     | 5  | 454'   |
| David Trezeguet    | 2     | 3  | 119'   |
| Sylvain Wiltord    | 2     | 5  | 168'   |
| Youri Djorkaeff    | 2     | 5  | 274'   |
| Zinedine Zidane    | 2     | 5  | 480'   |
| Christophe Dugarry | 1     | 4  | 237'   |
| Laurent Blanc      | 1     | 5  | 480'   |